# 多年生水稻
多年生水稻是一種長壽的水稻品種，無需重新播種即可一季又一季地重新生長。多年生水稻現在主要幾個機構的植物遺傳學家開發，雖然這些品種在基因上並不同，並且會適應不同的氣候和種植系統，但因為它們的長壽命特性因此被統稱為多年生水稻。與許多其他多年生植物一樣，多年生水稻可以通過水平莖在土壤表面以下或剛好在土壤表面上方傳播，但它們也通過產生花朵、花粉和種子進行有性繁殖。與其他一些糧食作物一樣，收穫和食用的部位是種子。
多年生穀物能在任何時間增加作物覆蓋，令農產量穩定、改良土壤，並提供野生動物棲息地，因此是眾多農學家正在研究的重點項目之一，當中包括了多年生小麥、多年生向日葵、多年生高粱及多年生水稻等等。目前多年生水稻的成果最充足，被視為最有希望的多年生穀物品種。
菲律賓國際水稻研究所曾研究多年生水稻，但成果不佳。現在主要由中國的云南农业大学和其他機構進行開發，在幾十年的研究過程中已取得重要突破，當中最著名及有前途的是「多年生水稻23（PR23）」品種。

## 多年生水稻23（PR23）
「多年生水稻23（PR23）」品種由雲南農業大學的胡鳳益團隊成功培育，研究培育時間達20余年。這水稻雖然平均畝產量只略高於一年生水稻，但只要種植一次，從第二年開始農民就可以跳過育秧、犁田、移栽幼苗的步驟。農民只需要做好田間管理就能等到收穫，一直到了第五年才需要重新種植。整個過程降低約50%的人力成本，而且高產穩產、多年生性強，能大大減輕農民負擔及加強糧食安全。
多年生水稻23（PR23）品種已在2018年通過品種審定，在中國的種植面積超過15,000公頃，據研究人員稱，許多農民被多年生水稻所吸引，因為它需要更少的工作。在2020年約有11,000個小農場種植了多年生水稻，總面積約為9000英畝。一年後，願意嘗試新品種的農場數量翻了兩番，種植面積躍升至38,000英畝。另外PR23在非洲和東南亞也有試驗。數據顯示PR23還可以改善土壤結構、增加有機質含量、減少梯田和高地的水土流失。2022年11月，研究團隊在《Nature Sustainability》發表這十餘年的研究成果，而這項成果也入選了當年美國《科學》雜誌的本年度十大科學突破榜單。